# كاييتور الحديقة الوطنية

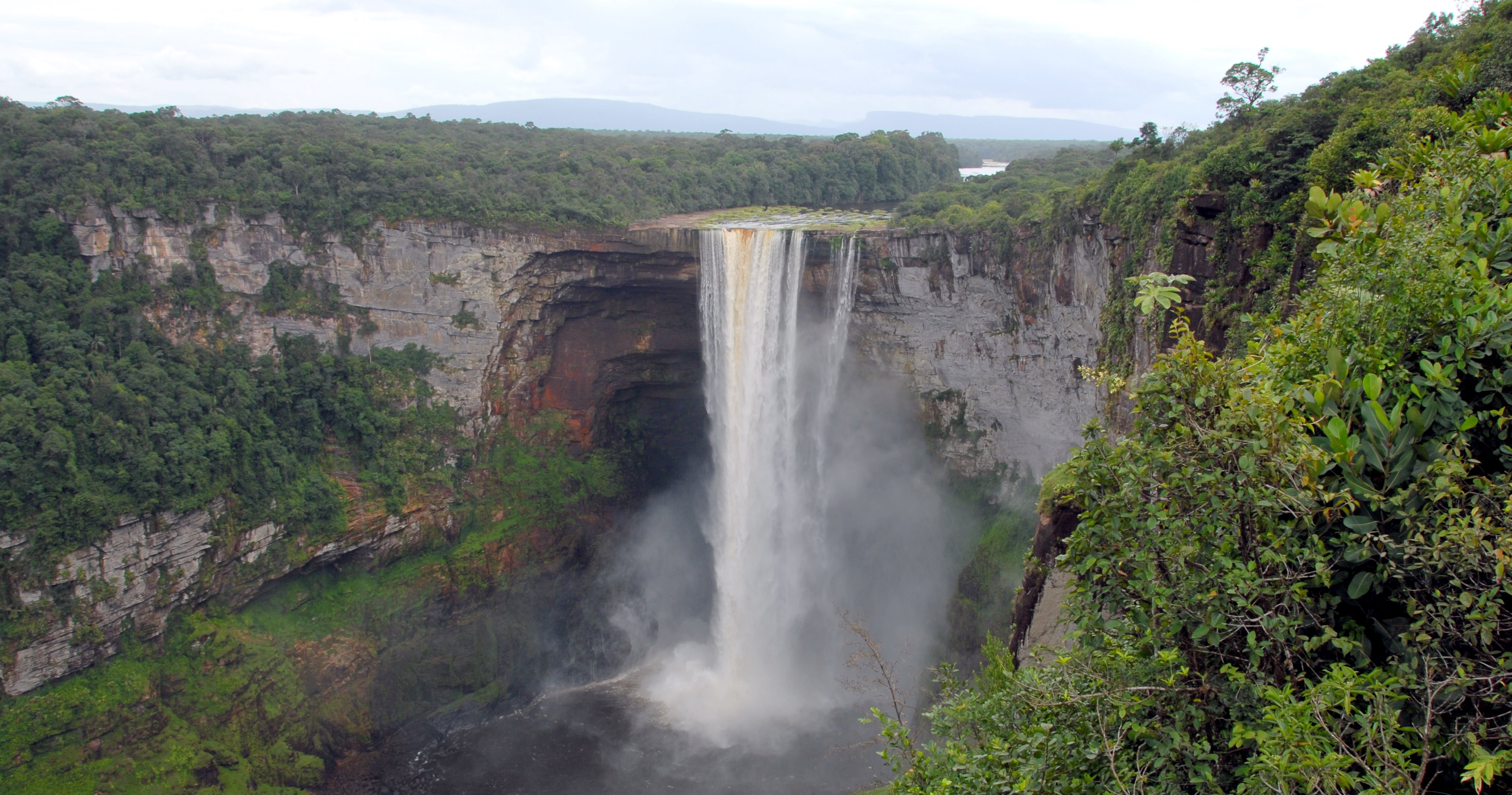

كاييتور الحديقة الوطنية (بالإنجليزية: Kaieteur National Park) هي حديقة وطنية تقع في منطقة بوتارو - سيباروني في دولة غيانا في أمريكا الجنوبية .
في عام 1999 تم زيادة مساحة الحديقة من 10 كيلومتر مربع إلى 630 كيلومتر مربع بأمر رئاسي.